# Dire Tune
Dire Tune (Dire) Arissi (19 juni 1985) is een Ethiopische langeafstandsloopster. Ze schreef diverse marathonwedstrijden op haar naam. Met een tijd van 1:24.47 heeft ze ook het wereldrecord op de 25 km voor neosenioren (U23) in handen. Deze tijd liep ze op 8 mei 2005 in Berlijn. Bovendien was zij van 12 juni 2008 tot 4 september 2020 wereldrecordhoudster uurloop. Zij nam eenmaal deel aan de Olympische Spelen, zonder bij die gelegenheid in de prijzen te vallen.

## Loopbaan
Dire Tune maakte in 2005 haar marathondebuut door op de marathon van Los Angeles vierde te worden in 2:30.48. Op de wereldkampioenschappen in 2005 in Helsinki eindigde ze op een 37e plaats in 2:39.13. Deze wedstrijd werd gewonnen door de Britse Paula Radcliffe in 2:20.57.
In 2006 behaalde ze haar eerste succes door de marathon van Hongkong te winnen. Met een vierde plaats op het WK 20 km greep ze net naast de medailles. Haar klassering was echter voldoende om Ethiopië te helpen aan een zilveren medaille. In 2007 verbeterde ze het parcoursrecord op de marathon van Houston naar 2:26.52.
Haar grootste succes behaalde Dire Tune in 2008. Op 21 april veroverde ze het goud op de Boston Marathon in een tijd van 2:25.25. Hiermee verbeterde ze nog niet haar PR op de marathon, want dat stond inmiddels op 2:24.39; die tijd liep ze op de marathon van Houston in januari dat jaar. Vervolgens bevestigde ze haar goede vorm door op 12 juni 2008 tijdens de Golden Spike Grand Prix in Ostrava het werelduurrecord van Keniaanse Tegla Loroupe uit 1998 met bijna 200 meter te verbeteren tot 18.517 meter. Op de Olympische Spelen van 2008 in Peking eindigde ze bij de marathon als vijftiende in 2:31.16.
Een jaar later kwam zij bij de wereldkampioenschappen in Berlijn op de marathon niet verder dan een 23e plaats in 2:32.42. Wel werd dit later een 22e plaats door de diskwalificatie wegens dopinggebruik van Nailja Joelamanova
Volgens de website van de Boston Athletic Association moet haar naam uitgesproken worden als "Deer-ay Too-nay".

## Persoonlijke records
Baan
| Onderdeel | Prestatie | Datum        | Plaats   |
| --------- | --------- | ------------ | -------- |
| 3000 m    | 9.02,08   | 24 mei 2003  | Nijmegen |
| 5000 m    | 15.47,83  | 1 juni 2003  | Hengelo  |
| 20.000 m  | 1:05.35,3 | 17 juni 2009 | Ostrava  |

Weg
| Onderdeel      | Prestatie        | Datum            | Plaats         |
| -------------- | ---------------- | ---------------- | -------------- |
| 10 km          | 31.40            | 28 februari 2010 | San Juan       |
| 15 km          | 47.53            | 20 februari 2009 | Ras al-Khaimah |
| uurloop        | 18.517 m (ex-WR) | 12 juni 2008     | Ostrava        |
| 20 km          | 1:04.29          | 19 februari 2010 | Ras al-Khaimah |
| halve marathon | 1:07.18          | 20 februari 2009 | Ras al-Khaimah |
| 25 km          | 1:24.20          | 31 oktober 2010  | Frankfurt      |
| 30 km          | 1:41.25          | 31 oktober 2010  | Frankfurt      |
| marathon       | 2:23.44          | 31 oktober 2010  | Frankfurt      |

## Palmares

### 10 km
- 2001: 9e Great Ethiopian Run - 38.01
- 2011:  Ottawa 10k - 31.44

### 15 km
- 2010: 4e Utica Boilermaker - 49.33

### 20 km
- 2005:  20 km van Parijs - 1:08.17
- 2006: 4e WK in Debrecen - 1:05.16 (NR)

### halve marathon
- 2005:  Halve marathon van Reims - 1:11.29
- 2006: 8e Marvejols-Mende - 1:30.36
- 2006:  halve marathon van New Delhi - 1:11.35
- 2007: 8e halve marathon van New Delhi - 1:12.57
- 2009:  halve marathon van Ras al-Khaimah - 1:07.18
- 2010:  WK in Nanking - 1:08.34
- 2010:  Halve marathon van Bogota - 1:14.01
- 2010: 5e halve marathon van Ras al-Khaimah - 1:07.58
- 2011:  halve marathon van Ras al-Khaimah - 1:08.52

### marathon
- 2005: 4e marathon van Los Angeles - 2:30.48
- 2005: 37e WK - 2:39.13
- 2006:  marathon van Hongkong - 2:35.15
- 2006:  marathon van Nashville - 2:39.10
- 2007:  marathon van Houston - 2:26.52
- 2007:  marathon van Nagano - 2:28.59
- 2007: DNF WK
- 2008:  marathon van Houston - 2:24.39
- 2008:  Boston Marathon - 2:25.25
- 2008: 15e OS - 2:31.16
- 2008: 7e New York City Marathon - 2:29.28
- 2009:  Boston Marathon - 2:32.17
- 2009: 22e WK in Berlijn - 2:32.42
- 2010:  marathon van Frankfurt - 2:23.44
- 2011: 6e Boston Marathon - 2:25.08